# Dan Piraro
Dan Piraro, född 1958 i Kansas City, Missouri, är en amerikansk serietecknare, känd för serien Bizarro som han skapade 1985. Han har av National Cartoonist Society utsetts till bästa skämttecknare 1999, 2000 och 2001.
Piraro är vegan sedan 2002 och djurrättsfrågor har sedan dess blivit ett vanligt tema i hans serier. Han turnerar även sedan 2001 med en scenföreställning kallad The Bizarro Baloney Show.
Han föddes i Kansas City, Missouri men växte huvudsakligen upp i Ponca City, Oklahoma.